# Зоринськ
Зо́ринськ — місто в Україні, в Алчевській міській громаді Алчевського району Луганської області. Відстань до колишнього райцентру становить близько 18 км і проходить автошляхом М04.

## Географія
Місто розташоване на правому березі річки Лозова, правої притоки Лугані (басейн Сіверського Дінця).
Сусідні населені пункти: селища Оленівка на заході, Старе, Ломуватка та Южна Ломуватка на північному заході, міста Брянка на півночі і Кипуче на північному сході, села Чорногорівка, Новоселівка на південному сході, Малоіванівка на півдні, селища Байрачки і Софіївка на південному заході.

## Історія
Місто утворене 17 грудня 1963 об'єднанням залізничного селища Мануїлівка та селища шахти Ніканор.
Станом на 1886 рік у колишньому власницькому селі Мануїлівка Оленівської волості, мешкало 281 особа, налічувався 41 двір, існував винокурний завод.
На початок 1908 рік населення зросло до 451 особи (227 чоловічої статі та 224 — жіночої), 77 дворових господарства.
Місто постраждало внаслідок геноциду українського народу, вчиненого урядом СССР у 1932—1933 роках, кількість встановлених жертв — 265 жителів Зоринська.
Чисельність населення Зоринська у 1959 р. становила 12,1 тис. осіб, у 1979 р. — 9,4 тис. осіб, у 1989 р. — 9,8 тис. осіб.
12 червня 2020 року, відповідно до Розпорядження Кабінету Міністрів України  № 717-р «Про визначення адміністративних центрів та затвердження територій територіальних громад Луганської області», увійшло до складу Алчевської міської громади.
19 липня 2020 року, в результаті адміністративно-територіальної реформи та ліквідації Перевальського району увійшло до складу Алчевського району.

## Населення

### Національний склад
Національний склад населення за даними перепису 2001 року:
| Національність  | Відсоток |
| --------------- | -------- |
| українці        | 66,96%   |
| росіяни         | 30,42%   |
| білоруси        | 1,22%    |
| татари          | 0,35%    |
| азербайджанці   | 0,18%    |
| вірмени         | 0,12%    |
| інші/не вказали | 0,75%    |

### Мова
За даними перепису 2001 року 17,02 % населення міста вказали українську мову рідною, 82,74 % — російську, 0,24 % — інші мови.

## Економіка
Видобуток кам'яного вугілля здійснюється на ОПП Шахта «Никанор-Нова» ДП «Луганськвугілля», яку російська терористична організація «ЛНР» планує закрити до 1 лютого 2021 року.

## Транспорт
- Залізнична станція Мануїлівка на залізничній гілці Дебальцеве — Луганськ Донецької залізниці
- Автодорога E40 (М04 Знам'янка — Луганськ — Ізварине) (на Волгоград, через Дніпропетровськ, Донецьк)

## Постаті
- Безрук Віктор Олексійович (1950) — український футбольний функціонер. Голова Луганської обласної федерації футболу, член Президії Федерації футболу України.
- Долгов Ігор Олександрович (1964—2014) — старший лейтенант Збройних сил України, учасник російсько-української війни.

## Також
- Перелік населених пунктів, що постраждали від Голодомору 1932-1933, Луганська область